# Сверхсхемное ударение
Сверхсхе́мное ударе́ние (также внеметрическое ударение) — ударение на слабой доле стиха.
Слоговой объём слова со сверхсхемным ударением в русском силлабо-тоническом стихосложении не должен выходить за пределы слабой доли, чтобы не нарушать так называемый «запрет переакцентуации» (когда ударный слог слова приходится на слабую долю, безударные слоги не могут приходиться на смежное сильное место). Поэтому сверхсхемное ударение в двусложных размерах (ямбе и хорее) образуется обычно односложными словами, а в трёхсложных размерах (дактиле, амфибрахии, анапесте) используются как односложные, так и двусложные слова. В трёхсложных размерах чаще всего сверхсхемное ударение встречается на первом слоге анапеста: «Це́лый го́род с каки́м-то испу́гом...».
Сверсхемное ударение обычно встречается в трёхсложных размерах. В двусложных размерах чаще применяется в ямбе, который имеет два типа сверхсхемного ударения:
- спондей — совпадение схемного и сверхсхемного ударение в пределах одной стопы «Шве́д, ру́сский — ко́лет, ру́бит, ре́жет»;
- хориямб — сверхсхемное ударение с пропуском схемного («Не́т, не черке́шенка она́»).

Размеры, переходные между силлабо-тоническим и тоническим стихосложением (дольник, тактовик), также используют сверхсхемное ударение.

## Примеры
Дух отрицанья, дух сомненья 

  А. С. Пушкин

    Когда я ночью жду её прихода,

    Жизнь, кажется, висит на волоске.

  Что почести, что юность, что свобода

    Пред милой гостьей с дудочкой в руке.

  Анна Ахматова